# Campionati norvegesi di sci alpino 2012
I Campionati norvegesi di sci alpino 2012 si sono svolti a Hafjell dal 21 al 25 marzo. Il programma ha incluso gare di discesa libera, supergigante, slalom gigante, slalom speciale e supercombinata, tutte sia maschili sia femminili.
Trattandosi di competizioni valide anche ai fini del punteggio FIS, hanno potuto partecipare anche sciatori di altre federazioni, senza che questo consentisse loro di concorrere al titolo nazionale norvegese.

## Risultati

### Uomini

#### Discesa libera
| Pos. | Atleta                   | Nazione  | Tempo   |
| ---- | ------------------------ | -------- | ------- |
| 1    | Adrian Smiseth Sejersted | Norvegia | 1:33,20 |
| 2    | Douglas Hedin            | Svezia   | 1:33,21 |
| 3    | Aksel Lund Svindal       | Norvegia | 1:33,35 |
| 4    | Lars Elton Myhre         | Norvegia | 1:33,53 |
| 5    | Iver Bjerkestrand        | Norvegia | 1:33,56 |
| 6    | Aleksander Aamodt Kilde  | Norvegia | 1:33,93 |
| 7    | Jørn Lund Olsen          | Norvegia | 1:34,13 |
| 8    | Ola Buer Johansen        | Norvegia | 1:34,38 |
| 9    | Sebastian Foss Solevåg   | Norvegia | 1:34,43 |
| 10   | Markus Nilsen            | Norvegia | 1:34,69 |

Data: 21 marzo

Località: Hafjell

Ora: 

Pista: 

Partenza: 882 m s.l.m.

Arrivo: 256 m s.l.m.

Lunghezza: 1 890 m

Dislivello: 626 m

Tracciatore: Sven Ullrich

#### Supergigante
| Pos. | Atleta                  | Nazione  | Tempo   |
| ---- | ----------------------- | -------- | ------- |
| 1    | Aksel Lund Svindal      | Norvegia | 1:13,94 |
| 2    | Emil Holmeide Blattmann | Norvegia | 1:14,36 |
| 3    | Iver Bjerkestrand       | Norvegia | 1:14,54 |
| 4    | Lars Elton Myhre        | Norvegia | 1:14,55 |
| 5    | Aleksander Aamodt Kilde | Norvegia | 1:14,62 |
| 6    | Martin Fjeldberg        | Norvegia | 1:14,93 |
| 7    | Douglas Hedin           | Svezia   | 1:15,04 |
| 8    | Jørn Lund Olsen         | Norvegia | 1:15,32 |
| 9    | Henrik Kristoffersen    | Norvegia | 1:15,42 |
| 10   | Peder Dahlum Eide       | Norvegia | 1:15,58 |

Data: 23 marzo

Località: Hafjell

Ora: 

Pista: 

Partenza: 725 m s.l.m.

Arrivo: 256 m s.l.m.

Lunghezza: 1 525 m

Dislivello: 469 m

Tracciatore: Hans Blattmann

#### Slalom gigante
| Pos. | Atleta                    | Nazione  | Tempo   |
| ---- | ------------------------- | -------- | ------- |
| 1    | Aksel Lund Svindal        | Norvegia | 2:16,05 |
| 2    | Aleksander Aamodt Kilde   | Norvegia | 2:16,48 |
| 3    | Markus Nilsen             | Norvegia | 2:16,57 |
| 4    | Henrik Kristoffersen      | Norvegia | 2:16,83 |
| 5    | Emil Bjørtomt Kristiansen | Norvegia | 2:17,05 |
| 6    | Iver Bjerkestrand         | Norvegia | 2:17,26 |
| 7    | Endre Bjertness           | Norvegia | 2:17,40 |
| 8    | Lars Elton Myhre          | Norvegia | 2:17,55 |
| 9    | Gøran Kirkefjord          | Norvegia | 2:17,85 |
| 10   | Nikolai Tornø Narvestad   | Norvegia | 2:18,42 |

Data: 24 marzo

Località: Hafjell

1ª manche:

Ore: 

Pista: 

Partenza: 645 m s.l.m.

Arrivo: 256 m s.l.m.

Dislivello: 389 m

Tracciatore: Armin Lackner

2ª manche:

Ore: 

Pista: 

Partenza: 645 m s.l.m.

Arrivo: 256 m s.l.m.

Dislivello: 389 m

Tracciatore: R. Johanssen

#### Slalom speciale
| Pos. | Atleta                    | Nazione  | Tempo   |
| ---- | ------------------------- | -------- | ------- |
| 1    | Henrik Kristoffersen      | Norvegia | 1:55,31 |
| 2    | Kristaps Zvejnieks        | Lettonia | 1:55,75 |
| 3    | Simen Ramberg Christensen | Norvegia | 1:55,91 |
| 4    | Aleksander Aamodt Kilde   | Norvegia | 1:56,36 |
| 5    | Gøran Kirkefjord          | Norvegia | 1:56,59 |
| 6    | Emil Bjørtomt Kristiansen | Norvegia | 1:57,39 |
| 7    | Martin Fjeldberg          | Norvegia | 1:57,66 |
| 8    | Olav Skogen               | Norvegia | 1:58,27 |
| 9    | Olav Kronborg             | Norvegia | 1:58,78 |
| 10   | Peder Dahlum Eide         | Norvegia | 1:59,34 |

Data: 25 marzo

Località: Hafjell

1ª manche:

Ore: 

Pista: 

Partenza: 453 m s.l.m.

Arrivo: 256 m s.l.m.

Dislivello: 197 m

Tracciatore: Per Erik Vognild

2ª manche:

Ore: 

Pista: 

Partenza: 453 m s.l.m.

Arrivo: 256 m s.l.m.

Dislivello: 197 m

Tracciatore: Arne Olsen

#### Supercombinata
| Pos. | Atleta                  | Nazione  | Tempo   |
| ---- | ----------------------- | -------- | ------- |
| 1    | Aksel Lund Svindal      | Norvegia | 2:16,40 |
| 2    | Lars Elton Myhre        | Norvegia | 2:16,98 |
| 3    | Henrik Kristoffersen    | Norvegia | 2:17,29 |
| 4    | Endre Bjertness         | Norvegia | 2:17,32 |
| 5    | Iver Bjerkestrand       | Norvegia | 2:17,91 |
| 6    | Aleksander Aamodt Kilde | Norvegia | 2:17,94 |
| 7    | Sebastian Foss Solevåg  | Norvegia | 2:18,02 |
| 8    | Ola Buer Johansen       | Norvegia | 2:18,05 |
| 9    | Jørgen Brath            | Norvegia | 2:18,07 |
| 9    | Bjørnar Neteland        | Norvegia | 2:18,07 |
| 9    | Bjørn Tore Staurset     | Norvegia | 2:18,07 |

Data: 22 marzo

Località: Hafjell

1ª manche:

Ore: 

Pista: 

Partenza: 882 m s.l.m.

Arrivo: 256 m s.l.m.

Lunghezza: 1 890 m

Dislivello: 626 m

Tracciatore: Sven Ullrich

2ª manche:

Ore: 

Pista: 

Partenza: 

Arrivo: 

Dislivello: 

Tracciatore:

### Donne

#### Discesa libera
| Pos. | Atleta                  | Nazione  | Tempo   |
| ---- | ----------------------- | -------- | ------- |
| 1    | Lotte Smiseth Sejersted | Norvegia | 1:37,22 |
| 2    | Annie Winquist          | Norvegia | 1:38,42 |
| 3    | Ragnhild Mowinckel      | Norvegia | 1:38,66 |
| 4    | Nora Grieg Christensen  | Norvegia | 1:39,96 |
| 4    | Kari Bergheim Hole      | Norvegia | 1:39,96 |
| 6    | Cecilie Smith           | Norvegia | 1:40,18 |
| 7    | Tuva Norbye             | Norvegia | 1:40,29 |
| 8    | Frida Heggebø           | Norvegia | 1:40,70 |
| 9    | Julie Borge             | Norvegia | 1:40,73 |
| 10   | Maren Skjøld            | Norvegia | 1:40,92 |

Data: 21 marzo

Località: Hafjell

Ora: 

Pista: 

Partenza: 882 m s.l.m.

Arrivo: 256 m s.l.m.

Lunghezza: 1 890 m

Dislivello: 626 m

Tracciatore: Sven Ullrich

#### Supergigante
| Pos. | Atleta                   | Nazione  | Tempo   |
| ---- | ------------------------ | -------- | ------- |
| 1    | Lotte Smiseth Sejersted  | Norvegia | 1:16,49 |
| 2    | Ragnhild Mowinckel       | Norvegia | 1:18,71 |
| 3    | Cecilie Smith            | Norvegia | 1:18,81 |
| 4    | Karoline Ekse Jenssen    | Norvegia | 1:19,15 |
| 5    | Tuva Norbye              | Norvegia | 1:19,55 |
| 6    | Chloe Margrethe Fausa    | Norvegia | 1:19,55 |
| 7    | Kristine Gjelsten Haugen | Norvegia | 1:19,78 |
| 8    | Maria Therese Tviberg    | Norvegia | 1:19,80 |
| 9    | Frida Heggebø            | Norvegia | 1:19,84 |
| 10   | Nora Grieg Christensen   | Norvegia | 1:20,02 |

Data: 23 marzo

Località: Hafjell

Ora: 

Pista: 

Partenza: 725 m s.l.m.

Arrivo: 256 m s.l.m.

Lunghezza: 1 525 m

Dislivello: 469 m

Tracciatore: Hans Blattmann

#### Slalom gigante
| Pos. | Atleta                   | Nazione   | Tempo   |
| ---- | ------------------------ | --------- | ------- |
| 1    | Ragnhild Mowinckel       | Norvegia  | 2:23,20 |
| 2    | Kristine Gjelsten Haugen | Norvegia  | 2:23,57 |
| 3    | Lotte Smiseth Sejersted  | Norvegia  | 2:23,73 |
| 4    | Chloe Margrethe Fausa    | Norvegia  | 2:24,34 |
| 5    | Annie Winquist           | Norvegia  | 2:24,39 |
| 6    | Maren Skjøld             | Norvegia  | 2:25,00 |
| 7    | Karoline Ekse Jenssen    | Norvegia  | 2:26,21 |
| 8    | Andrea Dahlum            | Norvegia  | 2:28,84 |
| 9    | Johanna Tikkanen         | Finlandia | 2:27,98 |
| 10   | Kari Bergheim Hole       | Norvegia  | 2:28,33 |

Data: 24 marzo

Località: Hafjell

1ª manche:

Ore: 

Pista: 

Partenza: 645 m s.l.m.

Arrivo: 256 m s.l.m.

Dislivello: 389 m

Tracciatore: Armin Lackner

2ª manche:

Ore: 

Pista: 

Partenza: 645 m s.l.m.

Arrivo: 256 m s.l.m.

Dislivello: 389 m

Tracciatore: R. Johanssen

#### Slalom speciale
| Pos. | Atleta                   | Nazione   | Tempo   |
| ---- | ------------------------ | --------- | ------- |
| 1    | Ragnhild Mowinckel       | Norvegia  | 1:51,43 |
| 2    | Lotte Smiseth Sejersted  | Norvegia  | 1:51,70 |
| 3    | Mona Løseth              | Norvegia  | 1:51,87 |
| 4    | Maren Skjøld             | Norvegia  | 1:52,07 |
| 5    | Kristine Gjelsten Haugen | Norvegia  | 1:52,68 |
| 6    | Tonje Sekse              | Norvegia  | 1:52,72 |
| 7    | Karoline Ekse Jenssen    | Norvegia  | 1:53,23 |
| 8    | Jutta Juutinen           | Finlandia | 1:54,40 |
| 9    | Kari Bergheim Hole       | Norvegia  | 1:55,13 |
| 10   | Helene Frey              | Norvegia  | 1:55,44 |

Data: 25 marzo

Località: Hafjell

1ª manche:

Ore: 

Pista: 

Partenza: 453 m s.l.m.

Arrivo: 256 m s.l.m.

Dislivello: 197 m

Tracciatore: N. Bent

2ª manche:

Ore: 

Pista: 

Partenza: 453 m s.l.m.

Arrivo: 256 m s.l.m.

Dislivello: 197 m

Tracciatore: Lars Kristoffersen

#### Supercombinata
| Pos. | Atleta                  | Nazione  | Tempo   |
| ---- | ----------------------- | -------- | ------- |
| 1    | Lotte Smiseth Sejersted | Norvegia | 2:23,18 |
| 2    | Annie Winquist          | Norvegia | 2:24,88 |
| 3    | Ragnhild Mowinckel      | Norvegia | 2:25,36 |
| 4    | Frida Heggebø           | Norvegia | 2:26,58 |
| 5    | Karoline Ekse Jenssen   | Norvegia | 2:26,65 |
| 6    | Maria Therese Tviberg   | Norvegia | 2:26,97 |
| 7    | Kari Bergheim Hole      | Norvegia | 2:27,23 |
| 8    | Cecilie Smith           | Norvegia | 2:27,41 |
| 9    | Tuva Norbye             | Norvegia | 2:28,88 |
| 10   | Mille Græsdal           | Norvegia | 2:28,92 |

Data: 22 marzo

Località: Hafjell

1ª manche:

Ore: 

Pista: 

Partenza: 882 m s.l.m.

Arrivo: 256 m s.l.m.

Lunghezza: 1 890 m

Dislivello: 626 m

Tracciatore: Sven Ullrich

2ª manche:

Ore: 

Pista: 

Partenza: 

Arrivo: 

Dislivello: 

Tracciatore: